# 岩手県沿岸北部地震
岩手県沿岸北部地震（いわてけんえんがんほくぶじしん）は、2008年（平成20年）7月24日午前0時26分ごろ（JST）に、岩手県沿岸北部で発生した地震。
メディアや機関により岩手県中部地震、岩手北部地震、東北地震などとも。

## 概説
岩手県洋野町において当初最大震度6強を発表し後に6弱に訂正され、東北地方の太平洋側で震度6弱から5弱、日本海側で最大で震度4の強い揺れを観測した。その後の10月29日、気象庁は洋野町に設置した震度計に数ミリの隙間があったことから、洋野町大野の震度を「震度6強」から「不明」に訂正すると発表し、この地震の最大震度は青森県八戸市、五戸町、階上町、岩手県野田村などで観測した震度6弱となった。被害の特徴として、同じ規模の地震と比較して、建物被害が少ないことが挙げられる。

## 地震の詳細とメカニズム

### 本震
幅広い地域で揺れが感じられた。震度3以上が報告された地域は岩手県、青森県、秋田県、山形県、福島県、宮城県、栃木県、茨城県、新潟県、千葉県、埼玉県、東京都、北海道、神奈川県、群馬県である。
- 発震：2008年（平成20年）7月24日 木曜日 0時26分20秒
- 震源：岩手県沿岸北部
- 震源の深さ：約108km
- 地震の規模：マグニチュード6.8（暫定値）
- 最大震度：震度6弱[7]
- スラブ内地震（沈み込んだ海洋プレート内の地震で、二重深発面の下側で発生）[16]

今回の地震の揺れの特徴として、揺れの長さと揺れた範囲の広さが挙げられる。
初めは小さな揺れであるにもかかわらず、次第に揺れが大きくなり、震央付近で約1分という長い間揺れが感じられた。これは、地震の震源が108kmと深い深発地震だったのが原因である。震源から最短距離を通って震央に最初の地震波（P波）が到達するまで、108kmだと少なくても十数秒かかる。P波が到達してからS波が到達するまではカタカタという小さな揺れが起きるが、震源が深いため、P波到達からS波到達までに少なくとも十数秒かかり、カタカタという揺れが長く感じられた。また、震源からの距離が遠いと地震波が分散を起こすため、S波で揺れる時間も伸び、S波到達以降のガタガタという大きな揺れも長く感じられた。ちなみに、関東地方の高層建築物では、もともとの地震波が関東平野の軟弱地盤によって増幅された長周期地震動の影響で、2分～3分という長時間揺れが感じられたとの報告があった。
また、震度3の範囲が北海道から新潟県・神奈川県までと広かった。これも、地震の震源が深かったことが原因である。震源が地表付近の場合、各都市から震央までの距離（震央距離）は震源までの距離（震源距離）とほぼ同じになる。しかし、震源が深くなるに従って、各都市の震源距離の差が縮まってくる。もし、震源を仮に地球の中心とすると（注意：地球の中心では地震は起こらない）、遠く離れた都市であっても、震源距離は全く同じになる（注意：地球の中心が震源なら震央距離は常に0、標高などを無視すれば震源距離はどこでも等しいが、厳密には標高などにより数十kmの差が出る）。従って、地表付近で起こる地震に比べて、震源から離れていても、地震波は震央と大きく変わらず、大きな揺れが起こることになる。
また、地震の際の断層のずれについて、断層の破壊が3回にわたって連続して起き、1つの地震波としてまとまって広がっていった可能性が指摘されている。
また、青森から茨城北部の地震計で、T相と呼ばれる特殊な地震波が捉えられた。これは、地震波が深海海底で海水の振動（音波）に変換され、海底山脈などに反射して戻り、再び地震波となって観測されるものであり、速度は毎秒1.5kmと普通の地震波に比べて非常に遅い。今回は、日本海溝で音波に変換され、天皇海山列で反射して、地震発生から3,000秒後～4,000秒後に波形が観測された。

#### 各地の震度
| 震度 | 都道府県 | 観測点名 |
| ---- | -------- | --- |
| 6弱  | 青森県   | 八戸市内丸・八戸市南郷区・五戸町古舘・階上町道仏 |
| 6弱  | 岩手県   | 野田村野田 |
| 5強  | 青森県   | 八戸市湊町・東北町上北南・青森南部町平・東通村小田野沢 |
| 5強  | 岩手県   | 宮古市田老・宮古市茂市・久慈市川崎町・山田町大沢・普代村銅屋・岩手洋野町種市・大船渡市大船渡町・大船渡市猪川町・釜石市中妻町・大槌町新町・二戸市福岡・一戸町高善寺・八幡平市田頭・八幡平市野駄・軽米町軽米・北上市二子町・遠野市宮守町・一関市花泉町・一関市千厩町・一関市室根町・平泉町平泉・奥州市江刺・奥州市前沢 |
| 5強  | 宮城県   | 気仙沼市唐桑町・涌谷町新町裏・栗原市若柳・栗原市一迫・栗原市志波姫・宮城美里町木間塚・大崎市古川三日町・大崎市古川北町・大崎市松山・石巻市桃生町 |
| 5弱  | 青森県   | 八戸市島守・十和田市西二番町・十和田市西十二番町・三沢市桜町・野辺地町田狭沢・七戸町森ノ上・五戸町倉石中市・青森南部町苫米地・おいらせ町中下田・東通村砂子又沢内 |
| 5弱  | 岩手県   | 宮古市長沢・宮古市五月町・宮古市区界・久慈市長内町・山田町八幡町・岩泉町岩泉・田野畑村田野畑・田野畑村役場・川井村川井・陸前高田市高田町・釜石市只越町・住田町世田米・盛岡市山王町・盛岡市薮川・盛岡市渋民・二戸市石切所・二戸市浄法寺町・葛巻町消防分署・葛巻町役場・八幡平市大更・八幡平市叺田・滝沢村鵜飼・九戸村伊保内・矢巾町南矢幅・紫波町日詰・花巻市大迫町・花巻市石鳥谷町・花巻市材木町・花巻市東和町・遠野市松崎町・一関市山目・藤沢町藤沢・金ケ崎町西根・奥州市水沢大鐘町・奥州市水沢佐倉河・奥州市胆沢区・奥州市衣川区 |
| 5弱  | 宮城県   | 気仙沼市赤岩・気仙沼市笹が陣・色麻町四竈・栗原市栗駒・栗原市築館・栗原市金成・登米市中田町・登米市豊里町・登米市迫町・登米市米山町・登米市石越町・登米市南方町・南三陸町志津川・南三陸町歌津・宮城美里町北浦・大崎市鹿島台・大崎市田尻・岩沼市桜・亘理町下小路・石巻市門脇・石巻市相野谷・石巻市前谷地・東松島市矢本 |

- 不明
  - 岩手県 洋野町大野（震度6強から訂正）

最遠方では、滋賀県彦根市や東京都青ヶ島村で震度1を観測した。

#### 各地の加速度
気象庁、単位はガル
| 岩手県大船渡市猪川町   | 719.6 |  |
| 岩手県大船渡市大船渡   | 691.2 |  |
| 青森県五戸町古舘       | 547.6 |  |
| 岩手県洋野町種市       | 404.8 |  |
| 青森県八戸市湊町       | 382.8 |  |
| 宮城県涌谷町新町       | 296.7 |  |
| 岩手県久慈市川崎町     | 254.1 |  |
| 宮城県大崎市古川三日町 | 211.0 |  |

### 余震
余震の観測回数は非常に少なかった。本震発生から11時間後の11時28分に発生したM5.0、最大震度3の地震1回のみである
。震源域が深く微小な余震を観測できなかった影響もあるものの、そもそも震源の深い地震は余震回数が少ない傾向にあり、この地震もその傾向に沿ったと考えられる。その後も有感余震は観測されていないことから、余震活動は終息したと思われる。

### 地震のタイプとメカニズム
この地震は、東北地方などが乗っている北アメリカプレートの下に、日本海溝から西へ向かって沈み込んでいる太平洋プレートの内部で起きたと推定されている。
地震のタイプは海洋プレート内地震（スラブ内地震、深発地震）であり、そのうち「沈み込んだ海洋プレート内で起こる地震」に分類される。
1993年の釧路沖地震、2001年の芸予地震などがこのタイプである。このタイプの地震の特徴は、強い揺れの範囲が広いこと、揺れの継続時間が長いこと、異常震域が起こりやすいことなどであり、この地震にも当てはまる。
この地震の震源の周辺では、1987年1月9日にM6.6の、2001年12月2日にM6.4の、同タイプの地震が発生している。
また、断層のずれのタイプは典型的な正断層型であり、東西方向に引っ張りの力が働いた結果、地震が発生したものとみられる。
過去の深発地震の震源を断面図で見ると、沈み込む海洋プレートに沿って2つの地震帯が現れることが知られている（二重深発地震面）。上面は圧縮の力による逆断層型の地震、下面は引っ張りの力による正断層型の地震である。今回の地震では、後者の下面であることを示すデータが観測された。

## 岩手・宮城内陸地震との関連性
この地震のわずか1ヶ月前に岩手・宮城内陸地震が発生しており、マスメディアを中心に2つの地震の関連性が問われた。しかし岩手・宮城内陸地震は大陸のプレート内で発生した逆断層型の地震で、震源の深さがわずか8kmと浅かったのに対し、岩手県沿岸北部地震は大陸のプレートに沈み込む海洋（太平洋）プレート内で発生した正断層型の地震で、震源の深さは108kmと深かった。つまり、空間的に見て離れたところで発生したため、同一の断層で起こったなどとは考えられず、2つの地震における関連性は薄いとの見解を気象庁は述べている。
岩手・宮城内陸地震の発生によって周囲の地殻の応力が変化し、今回の地震を誘発したとの仮説は否定されていないが、その研究発表も現在のところ無いため、肯定もできない。

## 被害
消防庁のまとめによると、死者1名、負傷者211名、住家の全壊1棟、一部損壊379棟、火災2件となっている（2009年1月13日現在）。岩手県、青森県を中心に、北海道から千葉県までの8道県で被害が出た。
死者1人は、震度4を観測した福島県いわき市の病院に同市内の64歳の女性が検査入院中、地震に遭った。避難しようとしてベッドから誤って転落し、頭を強打して脳内出血を起こした。手術を行い治療を繰り返したものの29日午前2時24分に亡くなった。
地震発生が深夜であったため、被害情報が錯綜した 。一部の報道特番では、死者数十人・家屋倒壊数百棟というような情報が流れた。後に、これは内閣府の被害想定情報がそのまま報道されたことがわかり、訂正した。
青森県、岩手県、宮城県を中心に、建物の天井落下、窓ガラスの破損、停電、断水、落石による道路の通行止め、列車の運休などの被害が報告されており、負傷者も出た。
被害の傾向として、家具の転倒などによる被害が見られなかった一方、避難時に転倒するなどして負傷した例が多かったことが挙げられる。この原因として、揺れが長かったこと、深夜の発生であったことなどが指摘されている。
被害が少なかったのは、観測された地震波のうち最も強い波は周期1秒～0.1秒と短く、木造家屋などが壊れやすい周期ではなかったことが主因だと考えられている。そのため、震度6強で想定される被害よりもはるかに少ない被害ですんだ。また、一帯は13年前に三陸はるか沖地震を始め、過去に何度か災害に遭遇していることにより、住民の防災意識が総じて高く、それに対応するため堅牢な住宅が多いことも被害が少なかった一因として挙げられている。しかし、被害に対する認識の相違が原因と見られる観光客の減少が起きており、風評被害の発生が指摘されている。岩手県は7月25日に風評被害の歯止めをかけるために岩手県旅館ホテル生活衛星同業組合の加盟施設の宿泊料金の補助やガソリン代の補助などを協議していることと「元気です!いわてキャンペーン」の概要を発表した。また、震度6強を観測した洋野町の地震計が土手の上にあり、周囲よりも揺れやすい設置環境だった可能性もあるとされている。なお、洋野町での計測震度は6.4で、もう少し揺れが強かったり、揺れやすい環境にあったりした場合には震度7になっていた可能性もある（震度7は計測震度6.5以上）。こういった震度と被害実態の差を受けて、気象庁は各震度における被害状況の解説表（参考：震度）を見直す検討を行っていることが報道された。
その後気象庁は、震度6強を観測した地点の住民に聞き取り調査を行った。その結果、「（揺れている最中は）這って歩くこともできなかった」という住民が多くいたため、洋野町をはじめ、震度6弱以上を観測した6地点の地震計に問題はないと発表した。だが、2つある洋野町の地震計のうち1つがずれている可能性があるとして、臨時の地震計を設置した。ちなみに、「揺れている最中は這って歩くことができない」揺れは、震度7に匹敵する強い揺れである（震度6強は「這わないと動けない」ほどの揺れになる）。しかし、震度6強を観測した洋野町大野からわずか70メートルしか離れていない臨時の地震計とデータを比較したところ、平均で計測震度1.6の誤差が出ていたことがわかり、震度速報などに利用するには適切でないと判断し、洋野町大野の震度を「震度6強」から「不明」とし、またこの地震計の情報を利用しないこととなった。気象庁の設置環境認定では、Bランク（初動対応の判断に利用する即時の震度情報で発表するには、問題のない設置環境と判断される）だった。今後、全国の震度計の設置環境の見直しが重要視されている。

### 被害統計詳細
|          | 人的被害 | 人的被害 | 人的被害 | 人的被害 | 家屋への被害 | 家屋への被害 | 家屋への被害 | インフラ被害 | インフラ被害 | 火災 件数 |
| 死者     | 重傷     | 軽傷     | 行方不明 | 全壊     | 半壊         | 一部損壊     | 断水         | 停電         |              | 火災 件数 |
| -------- | -------- | -------- | -------- | -------- | ------------ | ------------ | ------------ | ------------ | ------------ | --------- |
| 岩手県   | 0        | 24       | 66       | 0        | 0            | 0            | 200          | 888          | 0            | 0         |
| 青森県   | 0        | 5        | 89       | 0        | 1            | 0            | 163          | 471          | 0            | 1         |
| 宮城県   | 0        | 3        | 16       | 0        | 0            | 0            | 16           | 5            | 0            | 1         |
| 秋田県   | 0        | 0        | 4        | 0        | 0            | 0            | 0            | 0            | 0            | 0         |
| 山形県   | 0        | 2        | 0        | 0        | 0            | 0            | 0            | 0            | 0            | 0         |
| 北海道   | 0        | 1        | 0        | 0        | 0            | 0            | 0            | 0            | 0            | 0         |
| 福島県   | 1        | 0        | 0        | 0        | 0            | 0            | 0            | 0            | 0            | 0         |
| 千葉県   | 0        | 0        | 1        | 0        | 0            | 0            | 0            | 0            | 0            | 0         |
| 計（注） | 1        | 35       | 176      | 0        | 1            | 0            | 379          | 1364         | 8276         | 2         |

- 注:停電戸数は県別では分かっていないので県別の数値は0とした。

## 最大震度変更について
今回の地震では、速報では最大震度6強と報道された。しかし、周辺よりも1段階以上の差が出ていたことや、同じ洋野町の別の震度計（気象庁設置）では震度5強と示していたことなどから、震度観測に誤差が生じたと見て調査を開始した。調査員が洋野町大野の震度計を目視して確認したところ、隙間が確認できたことなどから、誤差が生じている恐れがあるとして、70メートル離れた地点に臨時の震度計を設置し、比較することにした。
その後、複数の小規模地震で観測されたデータを比較したところ、階級で1以上（計測震度平均1.6）の誤差が生じていたとして、洋野町大野の震度計で観測されたデータを無効（震度6強を不明に変更）とし、青森県八戸市などで観測された震度6弱を最大震度とした。観測後に震度を変更した例は、兵庫県南部地震（阪神・淡路大震災）以来（震度6（当時）を観測した神戸市などを、実地検分で震度7に変更）で、また、震度計の観測に移行してからは初めてのこと。
ただ、洋野町大野の震度計設置環境に隙間が生じていた理由は、設置時にすでにあったのか、地震後に発生したのかは現時点では不明である。

## 防災面

### 緊急地震速報
気象庁は、この地震による最初の地震波を観測してから20.8秒後に緊急地震速報（警報）を発表した。対象地域は、岩手県・青森県・秋田県・宮城県・山形県の全域、北海道の檜山地方と渡島地方（東部と西部）、福島県の中通りと浜通り、新潟県の下越地方に及ぶ広範囲であった。仙台市や青森市、弘前市、函館市、いわき市、郡山市、福島市、秋田市、山形市などでは速報が主要動の到達前に発表された一方、岩手県のほぼ全域や青森県と秋田県の一部では速報が主要動に間に合わなかった。この要因として、震源が深い地震は前例が少なかったことが挙げられている。
岩手県洋野町では、全国瞬時警報システムにより緊急地震速報を防災行政無線で流す体制が整っていたものの、地震の約1ヶ月前に発生した誤報の影響でシステムを休止しており、速報が流れなかったことがわかった。

### 地震予知
またこの地震で、串田嘉男が行っているFM電波観測による地震予知について、震源の位置、規模、発生日時の予測が初めてほぼ正確に一致したことが報道された。しかし、経験則のもととなる実績がまだ少なく、実用性はまだないとされている。専門家も、「過去に的中した経験がないので、今回は偶然当たった」と、正確性を否定している。

## マスコミの対応
地震発生を受けNHKではすべての放送波で番組を打ち切りにし（八波全中）、地震関連のニュースを金子哲也アナウンサーが伝えた。しかし発生した時間が深夜という事もあり、NHK以外で｢当直制度｣を敷いていない放送局では、最初は｢地震速報｣による字幕情報のみやCSのニュース専門チャンネルなどの情報を流して凌いだ放送局があった。
その後、各局では報道特別番組を放送したが、中部日本放送ではこの報道特別番組の編成の影響によりアニメ「イタズラなKiss」が割り込むなどの放送事故が発生した。